# Йожеф Фараго
Йожеф Фараго (угор. József Faragó; нар. 8 липня 1966, Егер, медьє Гевеш) — угорський борець греко-римського стилю, чемпіон та бронзовий призер чемпіонатів Європи, учасник Олімпійських ігор.

## Життєпис
Виступав за спортивні клуби «Vasas» та BHSE, обидва Будапешт.

## Спортивні результати на міжнародних змаганнях

### Виступи на Олімпіадах
| Змагання                    | Збірна   | Вагова категорія                 | Місце              |
| --------------------------- | -------- | -------------------------------- | ------------------ |
| Літні Олімпійські ігри 1988 | Угорщина | греко-римська боротьба, до 48 кг | не вийшов із групи |
| Літні Олімпійські ігри 1992 | Угорщина | греко-римська боротьба, до 48 кг | 11                 |

| Виступ на Олімпійських іграх 1988 року | Виступ на Олімпійських іграх 1988 року | Виступ на Олімпійських іграх 1988 року |
| Раунд                                  | Суперник                               | Результат                              |
| -------------------------------------- | -------------------------------------- | -------------------------------------- |
| 1                                      | Гун Дук Йон · Південна Корея           | Поразка 0:1                            |
| 2                                      | Суперник не з'явився                   |                                        |
| 3                                      | Анджей Гломб · Польща                  | Поразка знятий за пасивність (5:49)    |

| Виступ на Олімпійських іграх 1992 року | Виступ на Олімпійських іграх 1992 року | Виступ на Олімпійських іграх 1992 року |
| Раунд                                  | Суперник                               | Результат                              |
| -------------------------------------- | -------------------------------------- | -------------------------------------- |
| 1                                      | Паппу Джадав · Індія                   | Поразка 3:19                           |
| 2                                      | Реза Сімха · Іран                      | Поразка 1:12                           |

### Виступи на Чемпіонатах світу
| Змагання                        | Збірна   | Вагова категорія                 | Місце |
| ------------------------------- | -------- | -------------------------------- | ----- |
| Чемпіонат світу з боротьби 1987 | Угорщина | греко-римська боротьба, до 48 кг | 7     |
| Чемпіонат світу з боротьби 1989 | Угорщина | греко-римська боротьба, до 48 кг | 9     |
| Чемпіонат світу з боротьби 1990 | Угорщина | греко-римська боротьба, до 48 кг | 6     |

### Виступи на Чемпіонатах Європи
| Змагання                         | Збірна   | Вагова категорія                 | Місце  |
| -------------------------------- | -------- | -------------------------------- | ------ |
| Чемпіонат Європи з боротьби 1989 | Угорщина | греко-римська боротьба, до 48 кг | 5      |
| Чемпіонат Європи з боротьби 1990 | Угорщина | греко-римська боротьба, до 48 кг | Бронза |
| Чемпіонат Європи з боротьби 1991 | Угорщина | греко-римська боротьба, до 48 кг | Золото |
| Чемпіонат Європи з боротьби 1992 | Угорщина | греко-римська боротьба, до 48 кг | 6      |

### Виступи на інших змаганнях
| Змагання                           | Збірна   | Вагова категорія                 | Місце  |
| ---------------------------------- | -------- | -------------------------------- | ------ |
| Гран-прі Німеччини з боротьби 1986 | Угорщина | греко-римська боротьба, до 48 кг | 4      |
| Золотий Гран-прі з боротьби 1987   | Угорщина | греко-римська боротьба, до 48 кг | 4      |
| Гала гран-прі FILA 1987            | Угорщина | греко-римська боротьба, до 48 кг | 8      |
| Гала гран-прі FILA 1988            | Угорщина | греко-римська боротьба, до 48 кг | Срібло |
| Гран-прі Німеччини з боротьби 1989 | Угорщина | греко-римська боротьба, до 48 кг | Бронза |
| Гран-прі Німеччини з боротьби 1992 | Угорщина | греко-римська боротьба, до 48 кг | 9      |

### Виступи на змаганнях молодших вікових груп
| Змагання                                       | Збірна   | Вагова категорія                 | Місце |
| ---------------------------------------------- | -------- | -------------------------------- | ----- |
| Чемпіонат Європи з боротьби серед молоді 1986  | Угорщина | греко-римська боротьба, до 48 кг | 5     |
| Чемпіонат Європи з боротьби серед юніорів 1984 | Угорщина | греко-римська боротьба, до 48 кг | 4     |
| Чемпіонат Європи з боротьби серед кадетів 2006 | Угорщина | вільна боротьба, до 63 кг        | 14    |